# Synthyris
Synthyris é um género botânico pertencente à família Plantaginaceae. Tradicionalmente este gênero era classificado na família das Scrophulariaceae.

## Espécies
Constituido por 29 espécies:
| - Synthyris alpina - Synthyris borealis - Synthyris bullii - Synthyris canbyi - Synthyris cordata - Synthyris cymopteroides - Synthyris dissecta - Synthyris flavescens - Synthyris gymnocarpa - Synthyris hendersoni | - Synthyris houghtoniana - Synthyris laciniata - Synthyris lanuginosa - Synthyris major - Synthyris missurica - Synthyris paysoni - Synthyris pinnatifida - Synthyris plantaginea - Synthyris platycarpa - Synthyris ranunculina | - Synthyris refexa - Synthyris reflexa - Synthyris reniformis - Synthyris ritteriana - Synthyris rotundifolia - Synthyris rubra - Synthyris schizantha - Synthyris stellata - Synthyris wyomingensis |

## Nome e referências
Synthyris Benth.